# ФК Сасуоло
ФК Сасуоло (итал. U.S. Sassuolo Calcio) је италијански фудбалски клуб из Сасуола, Емилија-Ромања, основан 1922. године.
Успон клуба креће од сезоне 2006/07 када су дебитовали у Серији Ц1. У сезони 2007/08 освојили су Серију Ц1 након чега су дебитовали у Серији Б у сезони 2008/09. Свој први пласман у Серији А остварили су у сезони 2013/14 након освајања Серије Б у сезони 2012/13.
Боје клуба су зелена и црна, први дресови су добијени од ФК Ланкастер Роверса из Енглеске.

## Стадион
Сасуоло свој стадион Стадион Енцо Рици користи само за тренинге, јер је његов капацитет само 4,000 гледалаца. Клуб је у Серији Б био домаћин у Модени на Стадиону Алберто Браглиа, чији је капацитет 21,151 гледалаца.
У Серији А , Сасуоло је домаћин на реновираном стадиону Цита дел Триколоре у Ређо Емилији који је 2013. године купио газда ФК Сасуола Ђорђо Сквинци.

## Успеси
- Серија Б
  - Првак (2): 2012/13, 2024/25.

## Тренутни састав
Ажурирано 24. јануара 2022.
| Бр. |                       | Позиција | Играч                                   |
| --- | --------------------- | -------- | --------------------------------------- |
| 4   | Италија               | С        | Франческо Мањанели (капитен)            |
| 5   | Турска                | О        | Кан Ајхан                               |
| 6   | Бразил                | О        | Рожерио                                 |
| 8   | Француска             | С        | Максиме Лопез                           |
| 10  | Србија                | С        | Филип Ђуричић                           |
| 13  | Италија               | О        | Федерико Пелузо                         |
| 14  | Екваторијална Гвинеја | С        | Педро Обијанг                           |
| 15  | Норвешка              | Н        | Емил Сеиде (на позајмици из Розенборга) |
| 16  | Италија               | С        | Давиде Фратези                          |
| 17  | Турска                | О        | Мерт Мулдур                             |
| 18  | Италија               | Н        | Ђакомо Распадори (3. капитен)           |
| 19  | Италија               | О        | Филипо Ромања                           |
| 20  | Мароко                | С        | Абду Харуи (на позајмици из Спарте)     |

| Бр. |                 | Позиција | Играч                                   |
| --- | --------------- | -------- | --------------------------------------- |
| 21  | Румунија        | О        | Влад Кирикеш                            |
| 22  | Њемачка         | О        | Џереми Тољан                            |
| 23  | Обала Слоноваче | С        | Хамед Траоре                            |
| 24  | Италија         | Г        | Ђакомо Саталино                         |
| 25  | Италија         | Н        | Доменико Берарди                        |
| 29  | Италија         | Н        | Луиђи Самеле                            |
| 31  | Италија         | О        | Ђанарко Ферари (заменик капитена)       |
| 44  | Бразил          | О        | Руан Тресолди                           |
| 47  | Италија         | Г        | Андреа Консиљи                          |
| 56  | Италија         | Г        | Ђанлука Пеголо                          |
| 77  | Грчка           | О        | Јоргос Киријакопулос                    |
| 91  | Италија         | Н        | Ђанлука Скамака                         |
| 92  | Француска       | Н        | Грегоар Дефрел                          |
| 97  | Бразил          | С        | Матеус Енрике (на позајмици из Гремија) |